# Image d'une application

est une fonction de dans. L'ovale jaune dans est l'image de.

On appelle image d'une application f (d'un ensemble A vers un ensemble B) l'image directe par f de l'ensemble de départ A. C'est donc le sous-ensemble de B contenant les images de tous les éléments de A, et uniquement ces images. On le note Im(f).
{\displaystyle \operatorname {Im} (f)=\{y\in B\mid \exists x\in A\quad f(x)=y\}=\{f(x)\mid x\in A\}=f(A)}.

Exemple : « L'image de la fonction sinus est le segment [–1, 1]. »
Une application est surjective si et seulement si son image coïncide avec son ensemble d'arrivée.
Une application est dite injective si tout élément de son ensemble d'arrivée a au plus un antécédent par f.
Une application est dite bijective si elle est à la fois surjective et injective, ce qui signifie que chaque élément de l'ensemble d'arrivée a un antécédent et que celui-ci est unique.
On peut aussi parler d'image réciproque d'une fonction qui est définie par:
{\displaystyle \operatorname {Im} (f^{-1})=\{x\in A\mid f(x)\in B\}=f^{-1}(B)}